# Ivan Vygovskij

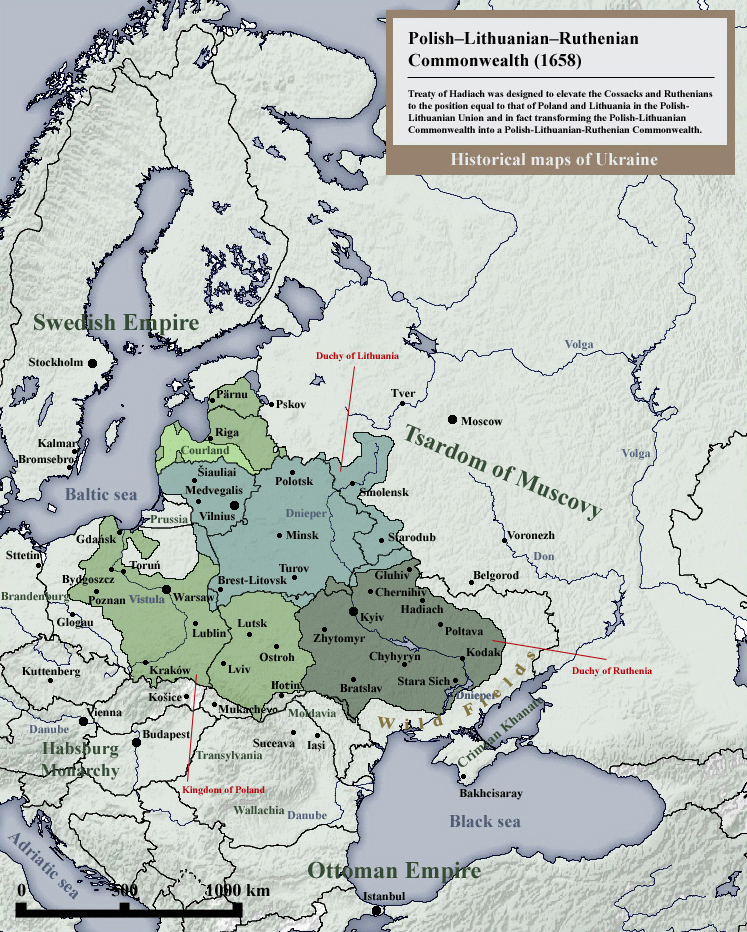
Polsk-litauiska-rutenien samväldet (1658)

Ivan Vygovskij (äv. Vyhovsky) (Ukrainska: Іван Виговський, Polska: Iwan Wyhowski), död 1664, var hetman för zaporizjakosackerna under tre år (1657-1659) under det pågående polsk-ryska kriget 1654-1667. Han tog över efter sin berömde föregångare rebelledaren Bohdan Chmelnytskyj under vilken han tjänstgjorde som hans personliga skrivare.
Vygovskijs tid som hetman kännetecknades av en brytning med ryssarna och samarbete med polackerna och krimtatarerna. Han tecknade ett avtal med polackerna (det s.k. Hadjatjavtalet) där den kosackiska toppen skulle få samma rättigheter och privilegier som den polska adeln (szlachtan). För majoriteten av de övriga kosackerna innebar avtalet en återgång till tidigare förhållanden (d.v.s. det polska feodalsystemets överhöghet).
1659 deltog Vygovskij i slaget vid Konotop, där en mindre rysk kavalleristyrka besegrades av den förenade armén och där mellan 20 000 till 30 000 ryssar föll i slaget. Slaget ledde dock inte till fler framgångar för Vygovskij, och när krimkhanen avföll (p.g.a. inhemska problem) blev Vygovskij lämnad för sig själv. Efter ytterligare ett försök att invadera det östra Lillryssland som slogs tillbaka av ryssarna gick Vygovskij så småningom i polsk tjänst.
Slutet för Vygovskij blev att han 1664 blev anklagad för samröre med ryssarna och avrättad av polackerna.